# 河田幸男
河田幸男（かわだゆきお、1939年〈昭和14年〉 - 2015年〈平成27年〉12月3日）は、日本の政治家。第8代扶桑町長（2期）。元扶桑町役場助役（2期）。

## 来歴
愛知県丹羽郡扶桑町柏森黒野出身。1959年（昭和34年）、扶桑町役場に入庁。民生課長や総務課長、総務部長などを経て、1991年（平成3年）7月4日、助役に就任し、2期務める。1999年（平成11年）2月26日、愛知県議会議員選挙出馬のため町長を辞職した澤田正夫に代わり、職務代理者となる。

### 1999年扶桑町長選挙
1999年（平成11年）3月19日、村瀬浩議長に退職申出書を提出。理由は「一身上の都合」となっていたが、河田は「（四月の）町長選への出馬を決断した」「地元地区や議会筋からも要請があり、現町政の継承を基本に尽力したい」と話した。町議会の保守系二会派が河田を推すことを決めていた。3月29日、町議会議員の小林明（日本共産党）が無所属での出馬を表明。1991年以来8年ぶりの選挙戦となった。
1999年扶桑町長選挙は第14回統一地方選挙の後半戦として行われ、河田と小林の「保革選挙」となった。統一地方選挙前半戦において県議選に出馬した澤田は落選に終わり、町長選は県議選の後遺症も残したまま始まった。河田、小林とも町南部の柏森地区からの出馬で、地元で第一声を上げた。河田陣営には、扶桑町と友好関係にある福井県美山町の藤田海三町長も応援に駆け付けたほか、県議選で師弟対決を演じ、今度は元上司を全面支援する新県議の藤川政人が激励。河田は約300人の支持者を前に「町民の皆さんとともに歩む町政を」と話した。小林陣営は、支援者の銭湯を借りた事務所で出陣式。支持者約60人が出席、支援する市民グループの代表らがマイクを握り、応援で共産党参議院議員の八田ひろ子が駆け付けた。激励を受けた小林は「福祉や教育を守る住民本位の町政に」と語った。
県議選では扶桑、大口の保守系町議らが分裂して敵対。町長選は扶桑の保守系町議全員が推し河田も出馬を決意したが、まとまりが悪く態勢が整ったのは告示2日前と出遅れた。一方、共産党町議団は前町長の澤田を支持し与党だったが、河田と政策上で考えが食い違い、町議八期目の小林が出馬を決めて一足早く準備を進め、選挙戦に臨んだ。少子高齢時代に対応した福祉向上、下水道や道路、公園など生活基盤整備、快適環境や生涯学習が盛んな町づくりなどを挙げ、地方分権の推進に対応するための行財政改革を政策に据えている。
4月25日の投開票の結果、河田が初当選。「立ち上がりが遅れて苦しい選挙だったので、必死に追いつこうと頑張った。当選の知らせを聞いて言葉にならないほどうれしい。」と語った。立ち遅れを取り戻した河田が約5,000票の差をつけて当選を決めた。投票率は過去最低の59.73%となった。小林は、最後に大きく引き離された形で敗れはしたものの、得票数（4,685票）は共産党の単独推薦の町長選では過去最多となった。

### 2003年扶桑町長選挙
2002年（平成14年）12月5日、再選を目指して立候補する意思を表明。県議選、町長選ともに激しい選挙戦を展開した4年前とは一転し、第15回統一地方選挙の後半戦で行われた2003年扶桑町長選挙は無投票（愛知県議会議員選挙丹羽郡選挙区も無投票）に終わり、総務部長、助役を務めた元行政マンの河田の安定した行政運営、バランス感覚が幅広く支持された形となった。

### 合併計画の不調と辞任
河田は犬山市への編入の形での扶桑町の合併を計画しており、「最後の町長」となるとも目されていたが、この合併計画は町議や町民らの反対に遭い失敗に終わり（後述）、河田はこの責任を取り2004年（平成14年）8月2日付で町長職を辞任した。7月30日、河田を「送る会」が扶桑町役場大会議室であり、河田は全職員を前に「合併は白紙になったが、わが町にとって必要な施策であり、近い将来、再燃するのでは。自主・自立のまちづくりでは限界がある」と主張し、「辞職は町の信用失墜を招いたことへのけじめ。一生懸命に務めてきたので何も悔いはない」と、吹っ切れた表情で淡々と述べた。河田の辞職に伴う町長選挙は同月24日告示、29日投開票で行われたが、それまでの間、亀井政寛助役が職務代理者を務めた。町長選挙は自民党の推薦や地元選出の県議（藤川政人）、保守系町議の多くの後押しを受けた江戸満が当選した。
2015年（平成27年）12月3日、急性心不全のため死去。

## 町政

### 教育長人事
2000年（平成12年）9月19日、月末に任期を終える教育委員5人のうち1人の後任に愛知県尾張教育事務所管理主事の河村共久（岐阜県可児市）を選び、同意案を町議会に追加上程した。河村は愛知教育大学出身で教職に就き、2000年3月末までの5年間は校長として扶桑町立扶桑北中学校に勤務。4月から尾張教育事務所に籍を置いている。同町の教育長に町外在住者で、しかも現役の教育関係者の選任は初めてで、市町村の主体性などが求められている教育改革の流れをにらんで人選したという。町によると、教育長には代々、町内に住む教員OBが就任。今回は教育委員で現教育長の橋本正賢が今期限りでの辞意を示したのに伴い、公認の人選を進めてきた。
今回の異例人事について、河田は「地方分権で地方教育の改革も求められている時代への対応を視野に入れた」と話し、「教育はとくに人が一番大切。河村さんの扶桑北中時代の教育に取り組む姿勢に感動した。周囲の評価も高く、新風を注ぎ込んでもらいたい」とした。任期は10月1日から4年。扶桑町は、県に市町村教育に対する支援を求めるとともに慣例を破る教育委員選出などの改革を進める犬山市と同じ丹葉地方教育事務協議会のメンバー。同協議会は犬山、江南、岩倉、扶桑、大口、木曽川の3市3町で構成している。

### 交通安全政策
町内の有線放送で交通安全を呼びかけるほか、事故が発生した現場の対策を図り、交通安全条例を制定するなど数々の活動を行った。町内の交通事故防止活動に努めたとして、2002年（平成14年）4月15日、長瀬郁雄（扶桑町議会議長）とともに犬山警察署の横田義人署長から感謝状を手渡された。

## 扶桑町合併計画

### 犬山市との合併計画
2002年（平成14年）12月5日、河田は、市町村合併について「丹羽郡は一つという考えから、大口町と行動を共にしていきたい」と見解を述べた。河田は3市2町（江南市、犬山市、岩倉市、扶桑町、大口町）の流れを前提としつつ、「合併の枠組みはいろいろあっても、大口町とは消防、水道事業も一緒であり今後も行動を共にしたい」と強調。大口町との結束を最優先とすることを示した。
同月26日、犬山市長の石田芳弘は同市役所での市町村合併を考える市民懇談会で、3市2町での合併構想について「実現は難しいと思う」と発言。人口が計約12万5,000人の1市2町（犬山市、扶桑町、大口町）の枠組みを提言した。
結局、3市2町の合併構想からは江南市、岩倉市、大口町が離脱し、犬山市と扶桑町だけが残った。2004年（平成16年）6月2日、石田は同年7月1日に両市町の法定合併協議会を設置する方針を示した。犬山市・扶桑町合併協議会は、石田を会長、河田を副会長とし、両市町の助役、議長、議員代表各3人、学識経験者各5人ら23人の委員で構成され、合併の方式や期日、新しい市の名称、新市建設計画などについて協議した。合併の方式は犬山市による扶桑町の編入で両首長が合意しており、新市の名称も犬山市になる見通しであった。設置後、月1回のペースで協議会が開かれ、合併特例債の優遇措置が受けられる期限の2005年3月末までに、両市町議会での議決を目指していた。

### 合併慎重論の表面化
ところが6月17日になって、合併を疑問視する扶桑町の住民有志が「合併問題を考える町民の会」を発足させ、町議20人全員に犬山市への編入合併の再考を求める要請書を送った。丹羽郡の丹羽青年会議所（JC）も同月11日、河田に「今回の合併論議は性急だ」とする書面を送っており、町内で合併慎重論が表面化した。「町民の会」は要請の中で「この合併が住民の利益になるか疑問」とした上で「（合併問題が）住民にとって突如浮上してきたもので、考える時間的な余裕は全くない」と、町内で十分な議論が必要と訴えた。さらに町議に対し、両市町の合併協議会設置案への反対と、合併の是非を問う住民投票条例制定案への賛成を求めた。丹羽JCも「丹羽郡は一体」との主張で、犬山市だけとの合併はあまりにも性急だとし、丹羽郡住民の議論の場を設けることを要望した。

### 合併案の否決
6月21日、扶桑町議会は両市町の法定合併協議会設置案を反対多数で否決した。これにより合併案は白紙に戻された。議長を除く19人の起立採決で賛成7、反対12だった。真政クラブ5人、共産2人、無会派2人が反対したほか、合併推進で固まっていたとみられた最大会派の新桑政会（10人）のうち、新人議員2人と2期目1人も反対に回った。
否決の瞬間、ほぼ満員の傍聴席からはどよめきが起こり、小さく拍手する人の姿もあった。一部住民が疑問視する町幹部の合併への性急さ、編入合併への不安が反映され、結果的に「時期尚早」となった。採決に先立つ討論で、高木武義は真政クラブを代表して「合併の灯を消すなという町長の姿勢は評価するが、これまでの住民説明では不十分」と反対し、「丹羽郡は一つだ」と大口町への思いも述べた。共産党の小林明は「どこでもいいから合併するという合併の押しつけ」と河田を批判した上で、「犬山市の制度に合わせると、負担は重くサービスは低下する」と編入合併を問題視した。この日の結果を受け、石田は「もともと扶桑町側から申し入れてきた話で、市としては大きな方針転換ではない。自然体で静観したい」と話した一方、河田は「否決という誠に不名誉な結果を受け、深く反省している。自らの責任をはっきりさせる」とのコメントを出し、合併問題の事務処理後に何らかの責任を取ることを示唆した。
6月22日、河田は町議会での否決を石田に報告。石田はこの日、扶桑町との合併のために設置した「市町合併推進プロジェクト課」を近く解散する方針を示した。市側は市議会総務委員会の委員を集め、6月23日の定例会最終日で採決予定だった合併協設置案を撤回すると伝えた。市役所を訪れた河田は沈痛な表情で「町長としての責任を重く受け止めている」と話し、石田は「自分の市だけではできない行政改革を一緒にやろうという気持ちだった。扶桑町側の申し入れを受けて準備をしていたが、仕方がない」と答えた。
7月13日、河田は合併協議が不調に終わったことの責任を取るとして、片野春男（扶桑町議会議長）に辞職願を提出、受理された。片野は7月14日に町議会全員協議会を開いて報告した後、町選挙管理委員会に通知。地方自治法の規定で、河田は20日後の8月2日付で町長職を辞任した。

## 役職
- 岐阜基地周辺市町連絡協議会会長
- 丹羽広域事務組合初代管理者[23]